# 525

## Nașteri
- dată necunoscută: Papa Benedict I  (d. 579)
- dată necunoscută: Antarah ibn Shaddad  (d. 608)